# Unterjettenberg
Unterjettenberg ist ein Gemeindeteil der Gemeinde Schneizlreuth im oberbayerischen Landkreis Berchtesgadener Land.

## Geographie
Das Dorf liegt zwischen der B 21 und der B 305 und ist vom Gemeindeteil Fronau durch die B 21 und die Saalach getrennt.
Zur Volkszählung am 25. Mai 1987 hatte der Ort 221 Einwohner in 50 Gebäuden mit Wohnraum bzw. 77 Wohnungen.
In Unterjettenberg mündet der Schwarzbach in die Saalach.
Am Steg nach Fronau befindet sich ein Pegelmesser der Saalach. Der höchste gemessene Wasserstand war am 2. Juni 2013 mit 413 cm.

## Geschichte
Durch Unterjettenberg verlief von 1817 bis 1961 die Soleleitung von Berchtesgaden über das Wachterl nach Bad Reichenhall. Dort gab es auch das Brunnhaus Jettenberg. 1961 wurde die Leitung stillgelegt, da sie durch die neuere Soleleitung über Hallthurm ersetzt wurde.
Die Gemeinde Jettenberg, zu der Unterjettenberg gehörte, wurde am 1. Juli 1909 zusammen mit der damaligen Gemeinde Ristfeucht zur neuen Gemeinde Schneizlreuth zusammengeschlossen. Unterjettenberg war der Verwaltungssitz der Gemeinde. Der zweite der beiden Ortsteile der Gemeinde war der Weiler Oberjettenberg.